# Tobakos
A tobakos speciális, török módra dolgozó magyar tímár, aki szattyánt és kordovánt állít elő. Oszmán-török eredetű szó, egyben utal arra a folyamatra is, amelyben keleti hatásra a kordován készítésében a timsót felváltotta a sárga cserszömörce leve és a csertölgy gubacsa, valamint elterjedt a még a kordovánnál is finomabb, szintén kizárólag növényi cserzéssel készített török szattyán. A mesterség első említései idején a tímár és a tobakos nem különült el teljesen egymástól, de a timsós bőröket váltó növényi cserzésű bőrök kizárólagos előállítása végül elválasztotta a két szakmát. A tobakos a cserzővargával és a tímárral ellentétben nem foglalkozott lábbelik készítésével.
A tobak a szömörce szárított levelének forrázata, amelyhez háziállatok ürülékét is keverték (kutya, tyúk, galamb). Ez a tobak volt a kecske- és juhbőr cserzőleve. Az eljárás eleinte az volt, hogy a tobakot a szőrös felével befelé, zsákszerűen összevarrt bőrökbe töltötték, és 5-6 napot állni hagyták benne. Később elterjedt a tobakban áztatás módszere, amely nem csak egyszerűbb volt, hanem rendszeres mozgatással fel is gyorsították a folyamatot. A szőrt mészkencével távolították el.
A két legfontosabb tobakváros Veszprém és Székesfehérvár volt, de sokfelé elterjedt a tobakolás, ahol szömörcét lehetett aratni. A 16–18. században, a tobakolt bőrök divatja idején a tobakosok céhekbe tömörültek. A konjunktúra idején a tímárok és bőrkereskedők is belekontárkodtak a tobakolásba, illetve tovább gyártották a timsós utánzatokat, ami a mesterség válságához, majd kihalásához vezetett. Erős konkurenciát jelentettek a kordovánosok, akik szömörce mellett a csertölgy gubóját is felhasználták a kordován készítéséhez, sőt timsót is.
A tobak szó először személynévként tűnik fel 1544-ben. A magyar nyelvbe az oszmán-törököktől jött át, ahol viszont az arab eredetű tabak (kecskebőr) átvétele.
Szentendrén a tobakosok keresztje állít emléket e mesterségnek.